# Alexander von Waldow
Alexander von Waldow (* 8. Januar 1923; † 11. Februar 2023) war ein deutscher Architekt und Ehrenpräsident des Vereins Eigentümerbund Ost.

## Leben
Alexander von Waldow entstammte dem pommerischen Adelsgeschlecht von Waldow; sein Vater Bernd-Bastian von Waldow (1898–1945) war Pfarrer in Kussow, Landkreis Neustettin.

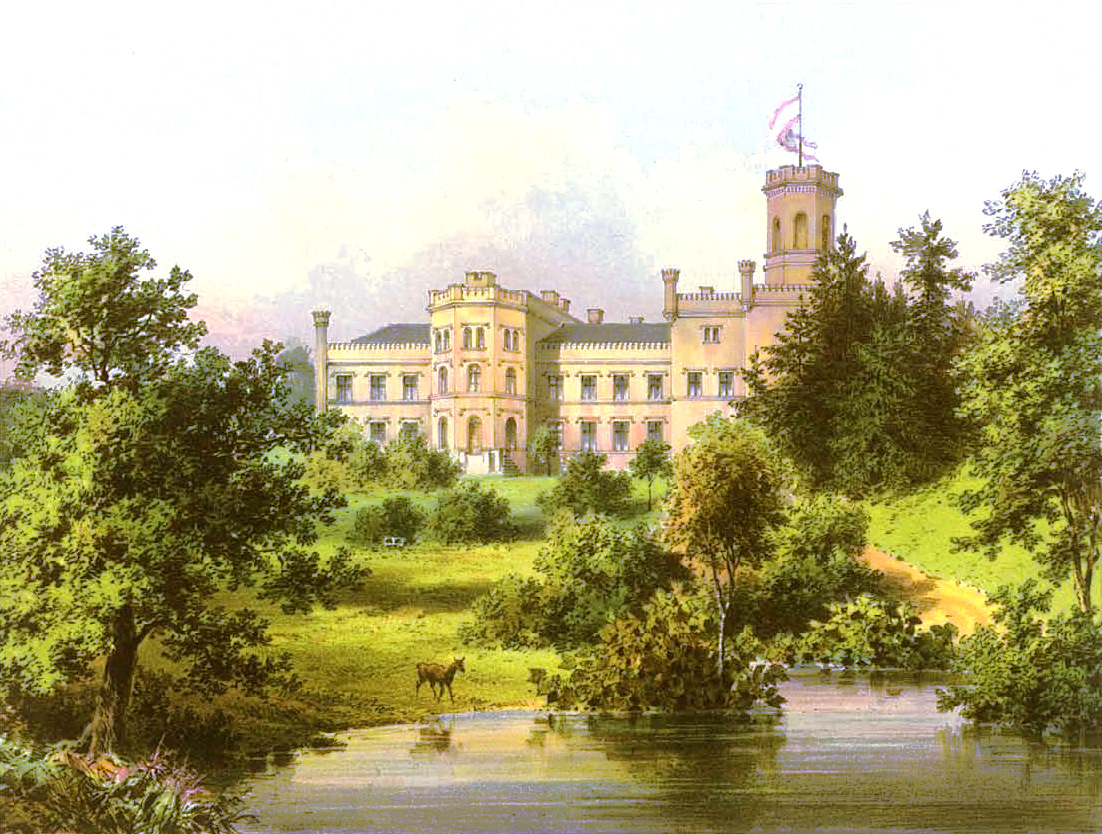
Rittergut Mehrenthin um 1860, Sammlung Alexander Duncker

 Von Waldow absolvierte ein Architekturstudium (Diplom-Ingenieur) und war langjährig als Professor für Architektur tätig. Er war nach dem Tod des Vaters Anfang 1945, der im Zuge der Besetzung Pommerns durch die Rote Armee ums Leben kam, zusammen mit seinem Bruder Eberhard von Waldow Erbe des Schlosses Mehrenthin (Mierzęcin), das ab 1721 in Familienbesitz war. Die Familie von Waldow wurde nach dem Zweiten Weltkrieg unter Anwendung der Bierut-Dekrete der polnischen Regierung enteignet und vertrieben.
2000 gehörte er zu den Mitbegründern der Preußischen Treuhand, deren Aufsichtsrat er angehörte. Zeitweilig war er stellvertretender Vorsitzender. Er setzte sich öffentlichkeitswirksam für mögliche Restitutionsansprüche ein. So reichte er mit anderen Klägern vor dem Europäischen Gerichtshof für Menschenrechte (EGMR) Individualbeschwerde auf Grundlage der Europäischen Menschenrechtskonvention (EMRK) ein. Diese wurde zwar im Oktober 2008 für unzulässig erklärt, die Vorgänge aber führten zu erheblichen Differenzen innerhalb der Familie von Waldow (siehe offener Brief seines Bruders, des Theologieprofessors Eberhard von Waldow: „Lang geheilt. Palac Mierzecin“ in der Frankfurter Rundschau vom 6. Mai 2004) und zwischen deutscher und polnischer Seite bis auf Regierungsebene.
Von Waldow war außerdem Landesvorsitzender Schleswig-Holstein der Kleinpartei Aufbruch 94 – Deutscher Freier Wählerbund, Präsident des Bundes der Familienverbände und Geschäftsstellenleiter des Bundes der Vertriebenen. Er war Ehrenpräsident des Vereins Eigentümerbund Ost und von 2005 bis 2014 Ehrenvorsitzender der Deutschen Sozialen Union (DSU). Zuvor war er stellvertretender Bundesvorsitzender der DSU. 2006 gehörte er zu den Unterzeichnern des Appells für die Pressefreiheit der Jungen Freiheit.
Er lebte in Eckernförde in Schleswig-Holstein.